# Dinoderus perplexus
Dinoderus perplexus är en skalbaggsart som beskrevs av Pierre Lesne 1932. Dinoderus perplexus ingår i släktet Dinoderus och familjen kapuschongbaggar. Inga underarter finns listade i Catalogue of Life.